# Cathy Kelly
 (avril 2012).
Si vous disposez d'ouvrages ou d'articles de référence ou si vous connaissez des sites web de qualité traitant du thème abordé ici, merci de compléter l'article en donnant les références utiles à sa vérifiabilité et en les liant à la section « Notes et références ».
Pour les articles homonymes, voir Kelly.
Cathy Kelly est une auteure irlandaise née en 1966 à Belfast. Après avoir été journaliste, elle a commencé à écrire et elle a connu le succès dès son premier roman. Elle a été récompensée par le Parker Romantic Novel of the Year Award en 2001 pour son roman À la recherche du bonheur.

## Œuvres
Ouvrages traduits et publiés en France:
- 2001 : À la recherche du bonheur
- 2004 : Avec toutes nos amitiés
- 2005 : Entre nous soit dit
- 2006 : Le meilleur de la vie
- 2007 : Pour le pire et le meilleur
- 2009 : Les secrets de Summer Street
- 2010 : Doux remèdes pour cœurs brisés
- 2010 : Retour à Dublin (Homecoming)